# Хари (буква)
Хари  (ჴ, груз. ჴარი) — тридцать пятая буква классического грузинского алфавита.

## Использование
В грузинском языке обозначала звук [q⁽ʰ⁾], однако со временем слилась в произношении с хани и была заменена ей и исключена из алфавита Обществом по распространению грамотности среди грузин. Числовое значение в изопсефии — 7000 (семь тысяч).
В системах романизации грузинского письма передаётся как ẖ (ISO 9984), x̣ (ALA-LC), qʼ (BGN/PCGN
1981).

## Написание
| Асомтаврули | Нусхури | Мхедрули |
| ----------- | ------- | -------- |
|             |         |          |

## Кодировка
Хари асомтаврули и хари мхедрули включены в стандарт Юникод начиная с самой первой его версии (1.0.0) в блоке «Грузинское письмо» (англ. Georgian) под шестнадцатеричными кодами U+10C4 и U+10F4 соответственно.
Хари нусхури была добавлена в Юникод в версии 4.1 в блок «Дополнение к грузинскому письму» (англ. Georgian Supplement) под шестнадцатеричным кодом U+2D24; до этого она была унифицирована с хари мхедрули.
Хари мтаврули была включена в Юникод в версии 11.0 в блок «Расширенное грузинское письмо» (англ. Georgian Extended) под шестнадцатеричным кодом U+1CB4.